# ソンマ・ロンバルド
ソンマ・ロンバルド（伊: Somma Lombardo）は、イタリア共和国ロンバルディア州ヴァレーゼ県にある、人口約1万7000人の基礎自治体（コムーネ）。
ミラノの北西約45kmに位置する都市で、イタリア最大級の空港のひとつであるミラノ・マルペンサ国際空港のターミナル2がある。

## 地理

### 位置・広がり

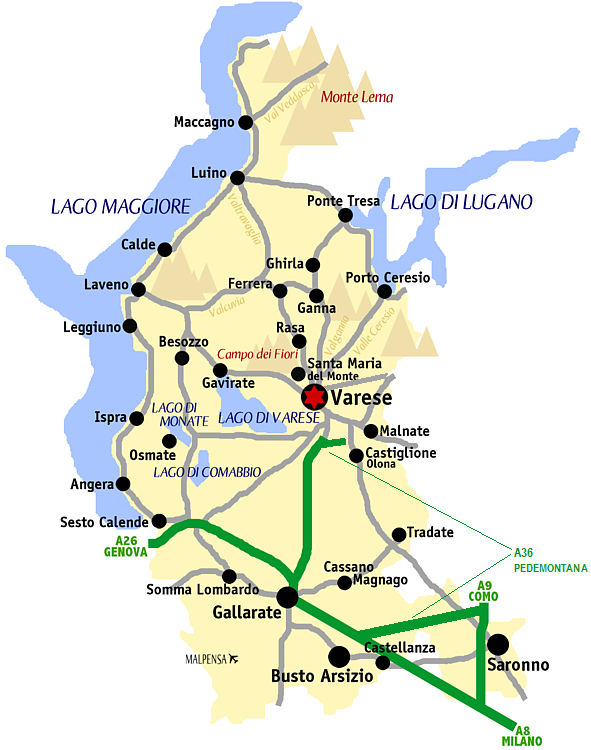
ヴァレーゼ県概略図

ヴァレーゼ県南部に位置する。県都ヴァレーゼから南南西へ18km、ノヴァーラから北北東へ27km、州都ミラノから西北西へ45kmの距離にある。
市域南端はミラノ・マルペンサ国際空港の敷地となっている（空港敷地の北端部にあたる。空港は、ソンマ・ロンバルド、カゾラーテ・センピオーネ、カルダーノ・アル・カンポ、サマラーテ、フェルノ、ロナーテ・ポッツォーロ、ヴィッツォーラ・ティチーノの市域にまたがる）。空港名にあるマルペンサは、もともと市域に含まれる集落の名称であった。1990年代からの空港改修（マルペンサ2000）によって、フェルノ市域に新たなメインターミナルビル（ターミナル1）が建設され、従来のターミナルビルは「ターミナル2」となっている。

#### 隣接コムーネ
| 隣接するコムーネは以下の通り。NOはノヴァーラ県所属。 - アルサーゴ・セプリオ - カルダーノ・アル・カンポ - カゾラーテ・センピオーネ - カステッレット・ソプラ・ティチーノ (NO) - フェルノ - ゴラセッカ - ポンビア (NO) - サマラーテ - ヴァラッロ・ポンビア (NO) - ヴェルジャーテ - ヴィッツォーラ・ティチーノ |

### 地震分類
イタリアの地震リスク階級 (it) では、4 に分類される
。

## 行政

### 分離集落
ソンマ・ロンバルドには、以下の分離集落（フラツィオーネ）がある。
- Case Nuove, Coarezza, Maddalena, Mezzana (sede comunale)

## 歴史

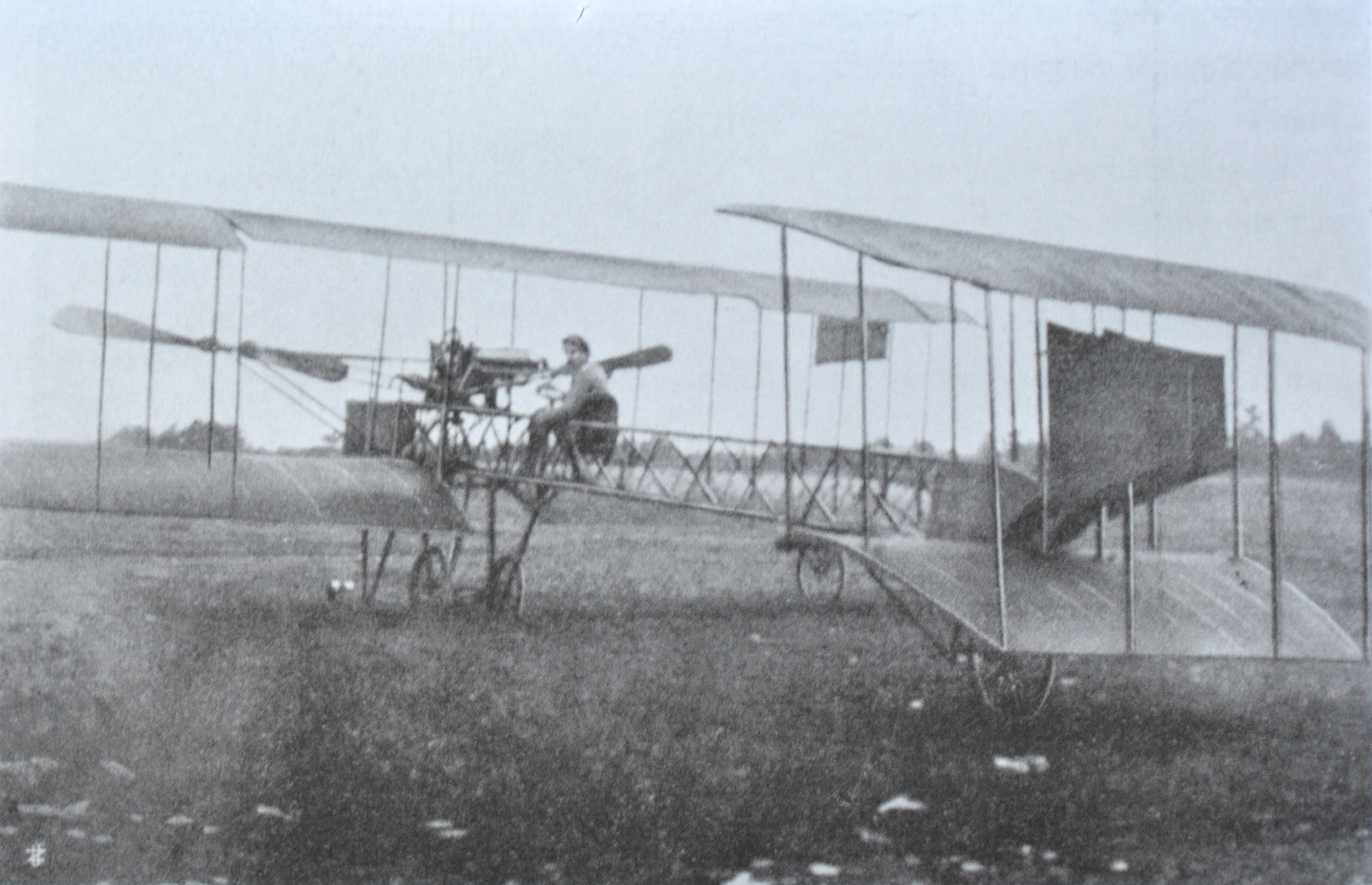
複葉機カプロニ Ca.1（1910年、マルペンサ飛行場）。イタリアで初めて製造された実用的航空機であるが、初飛行中に損壊した。

航空技術者のジョヴァンニ・バッチスタ・カプロニは、1908年にミラノで航空機製造会社（カプロニ社）を設立した。1909年、カプロニ社は、当時陸軍が使用していたマルペンサの農場跡 (it:Cascina Malpensa) を飛行機の開発拠点として使用する許可を得、飛行場を開いた。これがミラノ・マルペンサ国際空港の原型となる。